# Distributed Proofreaders Canada
Distributed Proofreaders Canada (DP Canada) ist eine Organisation, die Bücher in digitale Form bringt und die Texte dann als Gemeingut zur Verfügung stellt. Die digitalisierten Bücher werden in Formaten herausgegeben, die im Internet bzw. mit einem E-Book-Reader lesbar sind. DP Canada unterhält zudem ein eigenes Online-Archiv mit Namen Faded Page. Die Organisation wurde im Dezember 2007 gegründet und hat in der Zwischenzeit mehr als 2.600 Bücher herausgebracht (Stand 2017). Der Schwerpunkt liegt bei kanadischen Publikationen, aber Texte von britischen und US-Autoren sind gut vertreten.

## Geschichte
Distributed Proofreaders Canada wurde im Dezember 2007 gegründet und ist nicht mit Distributed Proofreaders zu verwechseln. Es handelt sich um eine gemeinnützige Organisation, bei der alle Mitglieder ehrenamtlich tätig sind. Sämtliche Verwaltungs- und Betriebskosten werden von den Mitgliedern getragen. Die von DP Canada genutzte Software stammt ursprünglich von SourceForge, wurde aber zwischenzeitlich erheblich modifiziert.

## Betrieb
Bei DP Canada gilt kanadisches Urheberrecht, d. h. lebenslange Schutzdauer plus 50 Jahre („life plus 50“). Werke von Autoren, deren Tod mehr als fünfzig Jahre zurückliegt, dürfen öffentlich verfügbar gemacht werden. Obwohl die von DP Canada veröffentlichten Dateien auch in anderen Ländern öffentlich zugänglich sind, ist es Sache des Lesers bzw. der Leserin, grundsätzlich nur solches Material herunterzuladen, das in ihrem Wohnsitzland nicht urheberrechtlich geschützt ist.
Zu den bekannten kanadischen Autoren, deren Texte auf diese Weise veröffentlicht wurden, gehören u. a. Stephen Leacock, Lucy Maud Montgomery und Mazo de la Roche. An Autoren, deren Werke in Kanada, nicht aber in anderen Teilen der Welt ungeschützt sind, wären u. a. William Faulkner, Albert Camus, Marcel Proust, Dashiell Hammett und Ian Fleming zu nennen.
Für die Veröffentlichung bestimmte Texte werden in drei separaten Durchgängen lektoriert und anschließend in zwei Durchgängen formatiert. Sobald die Formatierungsphasen abgeschlossen sind, wird der Text nachbearbeitet: Alle Dateien werden wieder zusammengefügt und anschließend in fünf elektronischen Formaten publiziert, darunter ePub, mobi, HTML, PDF und plain text. Die HTML-Fassung kann zudem als Zip abgerufen werden. Anschließend werden die Texte dann bei Faded Page ins Archiv gestellt.
Die von DP Canada veröffentlichten gemeinfreien Texte gemeinfreiheit werden über die Website Faded Page verfügbar gemacht. Eine Auswahl der angebotenen Publikationen wird zusätzlich auf der Website von Project Gutenberg Canada (PG Canada) veröffentlicht. PG Canada ist ein weiteres Textarchiv; Korrekturaufgaben werden dort nicht ausgeführt.